# Мілдред Мейс
Мілдред Мейс (нід. Mildred Muis, 28 липня 1968) — нідерландська плавчиня.
Призерка Олімпійських Ігор 1988 року, учасниця 1992 року.
Призерка Чемпіонату світу з водних видів спорту 1986, 1991 років.
Призерка Чемпіонату Європи з водних видів спорту 1985, 1987, 1989 років.
Призерка літньої Універсіади 1987 року.